# Шяуляйська операція
Шяуляйську операцію здійснювали радянські війська в часі з 5 по 31 липня 1944 року на другому етапі Білоруської наступальної операції. Проводили силами 1-го Прибалтійського фронту (генерал Іван Баграмян).

## Передуючі обставини
Після завершення Полоцької операції ліве крило 1-го Прибалтійського фронту виходить на рубіж озер Дрісвяти — Богінське — Нароч: 6-та гвардійська та 43-тя армії в боях до 4 липня — на рубіж Друя — західніше Воропаєво — озеро Нароч, при цьому мали завданням наступати в напрямку Швенчьоніс — Каунас, частина сил мала проводити наступ на Паневежис — Шавлі. Командувач фронту Іван Баграмян вважав доцільним завдати головного удару в напрямку Риги задля розбиття південного крила групи армій «Північ», війська якого, займаючи рубіж по річці Західна Двіна та створювали загрозу частинам правого крила Першого Прибалтійського фронту, котре сильно розтяглося в напрямку на схід. Другий напрямок наступу планувалося здійснити на Шауляй задля того, щоб сприяти просуванню трьох Білоруських фронтів у наближенні Східної Пруссії та Польщі.
Однак Ставка ВГК оцінювала становище під іншим кутом зору — вважалося, що група армій «Північ», знаходячись під постійним тиском 2-го та 3-го Прибалтійських фронтів, не зможе завадити у просуванні 1-го Прибалтійського. Тому надсилається директива, в якій наказувалося провести наступ у напрямку Свенцяни — Каунас силами 2-ї та 6-ї гвардійських (генерал Іван Чистяков), 39-ї (генерал Іван Людников), 43-ї (генерал Опанас Бєлобородов) й 51-ї армій (генерал Яків Крейзер), щоб на 10-12 липня ці міста зайняти. Для виконання завдань до складу фронту передаються 39-та армія — мала розміститися до 10 липня на лівому фланзі фронту, та із резерву Ставки 2-га гвардійська та 51-ша армії, котрі, однак, могли прибути на фронт лише в другій половині липня; 1-й танковий корпус (генерал Василь Бутков) виділявся до резерву наступу для подальшого залучення в напрямку Даугавпілса. Ширина наступу фронту збільшувалася до 200 кілометрів, бойові можливості — ні.
Перед радянськими частинами, що наступали, оборону тримали сили двох корпусів на суміжних відбоченнях груп армій «Північ» та «Центр». Тут були збудовані добре ешелоновані оборонні укріплення, в південній Балтії нацистське становище було менш стійким, тут оборонялися розрізнені з'єднання та частини 3-ї танкової армії, котрі були добре пошарпані до початку операції — зазнавали ударів з 23 червня.
Німецьке командування посилює угрупування військ поблизу Даугавпілса — сюди переведені 84-та (?), 132-га, 215-та та 263-тя піхотні, 388-ма охоронна дивізія, 226-та бригада штурмових гармат, 4 артилерійські полки, до семи охоронних, саперних та штрафних батальйонів. 61-ша та 225-та дивізії були на марші до цього району.

## Бойові дії
Наступ розпочався 5 липня силами двох стрілецьких корпусів 6-ї гвардійської та трьох 43-ї, їх намагався підтримувати малочисельний 1-й танковий корпус, 43-тя армія переслідує німецькі сили в напрямку Свенцяни — Шяуляй. 1-й танковий корпус мав виходити в наступ з району села Ахремовци Вітебської області.
6-та гвардійська армія протягом 2 днів наступу просувалася повільно та відчутних результатів не досягла — її підрозділи були розосереджені по фронту в 160 кілометрів, проміжки між стрілецькими корпусами та дивізіями сягали 40 км, до того ж 3-тя повітряна армія відчувала проблеми із постачанням палива та не могла брати активної участі в наступі. У зв'язку із цим генерал Чистяков приймає рішення здійснити перегрупування сил та засобів і перенести головний удар у напрямку Опса — Даугавпілс.
7 липня частини, що наступали, займають Швянченіс, 9-го — Утену, та переймають контроль над залізницею Даугавпілс — Вільнюс, підрозділи 43-ї армії за 3 дні наступу змогли заглибитися в німецьку оборону на 45—65 кілометрів, збільшився розрив між сусідніми флангами із 6-ю гвардійською армією.
1-й танковий корпус здійснював маневр для спільного з 43-ю армією удару на Даугавпілс, до ранку 8 липня долає річку Дрисвята, біля містечка Відзи вступає у бій з німецькими частинами, що відступали й перейшли до кругової оборони — частини 215-ї піхотної дивізії та курсантський полк «Вікінг» з 20 танками і САУ. Командувач фронту надсилав їм категоричні вказівки виходити на Даугавпілс, однак сили корпусу 8—9 липня провадили фронтальні бої до повної ліквідації оточених німецьких сил. Сили Люфтваффе збомбардували на підході колони 44-ї мотострілецької та 89-ї танкових бригад, командир корпусу приймає рішення — розділитися і обійти Відзи з флангів й тилу, до 7-ї години ранку 9 липня містечко було зайняте, німецькі втрати склали близько 200 чоловік вбитими, 16 полонені, знищено 26 автомобілів, 20 кулеметів, 12 гармат, 3 САУ.
Станом на ранок 9 липня просування радянських сил у напрямку, визначеному командуванням, становило до 100—115 кілометрів. Частини 22-го гвардійського (генерал А. І. Ручкін) та 103-го стрілецьких корпусів (генерал Іван Федюнькін) 6-ї гвардійської армії намагаються наступати в новому напрямку, але без певних досягнень. Відносного успіху було досягнуто на лівому фланзі ударного угрупування армії, де почав наступ 2-й гвардійський стрілецький корпус (генерал Олександр Ксенофонтов). Керівництво армії приймає рішення ввести в бій 23-й гвардійський стрілецький корпус (генерал Аркадій Єрмаков), що підійшов, і з його допомогою подолати німецьку оборону й вийти з півдня до Даугавпілса. Втрата часу при цьому призвела до висунення німецьким командуванням у смугу наступу 43-ї армії 58-ї піхотної дивізії, котра спинила радянське просування на Даугавпілс. Відставання в наступі 6-ї гвардійської армії ставило у невигідне становище все ударне угрупування фронту, тим часом німецьке керівництво, остерігаючись радянських ударів та прориву до Балтійського моря в районі Мітава — Рига та оточення частин групи армій «Північ», зосереджує поблизу Даугавпілса до 8 піхотних дивізій, 4 артилерійські полки, до 3 бригад штурмових гармат і 7 батальйонів різного призначення.
9 липня до станції Утена пробилися частини 92-го стрілецького корпусу (генерал Микола Ібянський) та 204-ї стрілецької дивізії (полковник Ксаверій Байдак) — радянські джерела зазначають, що ці підрозділи разом із партизанським загоном «Аудра» (командир — П. К. Кутка) перетнули перетнули залізницю Двінськ — Вільно та зайняли місто Утена. На цьому рубежі 1-й танковий корпус зупиняє свій наступ з наказу командуючого Першим Прибалтійським фронтом, корпус перенаправлений з Паневежиського напрямку на Двінський — планувалася Режицько-Двінська операція, котра мала розпочатися 10 липня силами Другого Прибалтійського фронту (командував генерал Андрій Єрьоменко).
10 липня вранці до бою вводиться 39-та армія, наступає в напрямку на Каунас. Протягом 10—12 липня з'єднання 39-ї та 43-ї армій, відбиваючи численні контратаки, змогли просунутися вперед іще на 25—45 кілометрів.
До 12 липня ширина фронту наступу трьох армій збільшилася до 200 кілометрів. З огляду на запеклий опір нацистських підрозділів групи армій «Північ» Ставка ВГК приймає рішення змінити напрямок головного удару з Каунаса на Шяуляй.
14 липня 39-та армія по всій ширині фронту перепідпорядковується Третьому Прибалтійському фронту, зі складу якого до Першого Прибалтійського переведено 3-й гвардійський механізований корпус.
З 13 по 15 липня 23-й гвардійський стрілецький корпус в боях зміг просунутися лише на 4—5 кілометрів та зайняв Смолви, однак спроби поновити наступ у цьому наступі були безрезультатними.
18 липня підрозділи 43-ї армії з ходу форсують річку Швянтойї, в німецькій обороні у напрямку Шяуляя утворено велику прогалину.
20 липня для продовження наступу в напрямку Шяуляя до бою вводяться 2-га гвардійська та 51-ша армії, їхній наступ з півдня посилювала 39-та армія Третього Прибалтійського фронту, котра з боями рухалася на Каунас. Під містечком Анікшти 2-га гвардійська стрілецька дивізія змінює частини 145-ї стрілецької та намагається сходу вступити у наступ, містечко було зайнято.
22 липня радянські частини після перегрупування продовжують наступальні дії, 2-й, 22-й та 23-й гвардійські стрілецькі корпуси 6-ї армії здійснюють удар з півдня в напрямку на Даугавпілс — де знаходилися всі німецькі резерви, в тому числі і зняті з менш наступонебезпечних відтинків фронту. Радянські частини 22 липня в боях займають важливий вузол нацистської комунікаційної групи армій «Північ» — містом Паневежис. До кінця дня 23 липня через відсутність набоїв та належної авіаційної підтримки просування корпусів вглиб склало 8—12 кілометрів.
Того ж 22 липня нацистські сили здійснюють контрудар в смузі 43-ї армії, добу тривали відбиття атак моторизованої дивізії СС «Нордланд», 58-ї та 225-ї піхотних дивізій, посилених 393-ю бригадою штурмових гармат (StuG-Brig. 393). Німецькі сили намагалися відкинути наступаючих 1-й і 92-й стрілецькі корпуси, очистити залізницю Даугавпілс — Паневежис та відвести загрозу радянського наступу від Шяуляя. Скориставшись ослабленням німецьких позицій на ряді відтинків, з'єднання 103-го стрілецького корпусу 6-ї гвардійської армії та 4-ї гвардійської армії прориваються до Даугавпілса з південного сходу та обходять місто з півдня.
23 липня 2-га гвардійська дивізія переходить у наступ від містечка Онікшайте в напрямку на Трошкуди — Ярішкі — Байсогала — Лідовяни.
До кінця дня 25 липня за три дні дивізії 2-ї гвардійської та 51-ї армій змогли просунутися в західному напрямку до 80 кілометрів та виходять західніше Паневежиса, створюються сприятливі умови для обходу правого флангу німецької 16-ї армії, що прикривала підступи на Даугавпілс та Ригу зі сходу та півдня. Командувач фронту вирішує використати рухомі з'єднання та завдати удару на Шяуляй, 3-й гвардійський механізований корпус мав перетнути залізницю на Ригу.
3-й механізований корпус західніше Паневежиса переганяє стрілецькі частини і проривається вперед, ліквідуючи розрізнені німецькі підрозділи, передові загони за добу просунулися до 90 кілометрів та охоплюють Шяуляй з північного заходу та південного сходу.
27 липня 3-й гвардійський механізований корпус у співдії із загальновійськовими з'єднаннями 51-ї армії відрізає шляхи відступу німецьким частинам, вибиває нацистські сили із Шяуляя; до 9-ї години ранку зайнято аеродром противника, до середини дня перебрано контроль над шосе Шяуляй — Кульми, німецькі контратаки відбиті 9-ю гвардійською механізованою бригадою (підполковник Сергій Васильович Стародубцев) та підоспілими стрілецькими дивізіями 51-ї армії. Частини правого крила фронту спільно із військами Другого Прибалтійського фронту займають Даугавпілс. Після цього згідно з наказом Ставки ВГК війська фронту направляють удар головними силами в напрямку Риги, а ліве крило — на Клайпеду.
Протягом 26—27 липня правофлангові з'єднання 2-ї гвардійської армії змогли заглибитися в німецьку оборону на 20—40 кілометрів, на лівому фланзі просування було сповільненим — тут німецьке Каунаське угрупування зосереджувало сили для здійснення удару в тил 51-ї армії та 3-му гвардійському корпусу.
З огляду на обставини Баграмян вирішує продовжувати наступ на захід біля Шяуляя та південніше нього однією 2-ю гвардійською армією, рештою сил поступово нарощувати натиск в напрямку Риги.
Вранці 28 липня здійснюється німецька контратака силами 7-ї танкової дивізії та бронегрупи «Вертхерн» північно-західніше Шяуляя, радянські частини в цьому районі переходять до оборони. На посилення оборони скеровується 1-й танковий корпус та передається у оперативне підпорядкування 20-та артилерійська дивізія із резерву ВГК.
29—30 липня після боїв радянські сили займають добре укріплені противником міста Бауска та Біржай, підрозділи 3-го гвардійського механізованого корпусу — Тукумс.
В часі з 28 по 31 липня на правому крилі фронту наступ вели 6-та гвардійська та 43-тя армії на Даугавпілс та Ригу — 6-та гвардійська у важких боях змогла просунутися вперед до 60 кілометрів, однак німецькі сили не були розбиті, а витіснені із займаних позицій. За три дні боїв німецькі сили втратили до половини танків та, не досягнувши якихось успіхів, відводять сили на вихідні позиції.
29 липня 43-тя армія вибила нацистів із важливого комунікаційного вузла — міста Біржай, після цього противник здійснив сильну контратаку й радянські сили далі просунутися не змогли — тільки правофлангові з'єднання до кінця дня 31 липня на кількох ділянках змогли пробитися до річки Мемеле.
31 липня радянські війська зайняли місто Мітава; рухомі з'єднання фронту займають Тукумс та вийшли на узбережжя Ризької затоки поблизу Клапкалнса, чим було перетнуто сухопутні комунікації групи армій «Північ» від сил в Східній Пруссії.
До кінця липня сили Першого Прибалтійського фронту сягли лінії південніше Лівани — річка Мемеле — Бауска — Єлгава — західніше Тукумса — східніше Ауце — Куршенай — Тітувенай — Кедайняй та переходять до оборони.
В кінці липня — на початку серпня війська Першого Прибалтійського фронту відбили нацистські контратаки поблизу Біржая — до 4 піхотних дивізій з 100 танками й САУ, та Расейняя — 1 піхотна та 1 танкова дивізії.

## Результати та втрати
За 25 днів наступальних боїв підрозділи Першого Прибалтійського фронту подолали вглиб оборони противника від 100 до 300 кілометрів — на правому та лівому крилах, та в центрі — до 400 км, було зайнято значну частину територій Латвії і Литви. На початку серпня відбулося просування до узбережжя Ризької затоки, вихід на ближні підступи до Риги та німецької військово-морської бази Клайпеда. Група армій «Північ» тимчасово стала відрізаною від основних сил Вермахту, це призвело до перекидання великих нацистських сил для відновлення комунікацій, що, в свою чергу, посприяло успішному проведенню Білоруської операції. Угрупування Першого Прибалтійського фронту, що глибоко вклинилося на південний захід від Риги, відтягло на себе значні сили противника, для ліквідації прориву було перекинуто 11 німецьких дивізій.
За радянськими даними, втрати підрозділів Червоної армії, що наступали, в цій операції становили вбитими 14 856 чоловік, пораненими — 52 752.

## Вшанування
10 частинам та з'єднанням присвоєно почесні звання «Шавлінські».
Звання Героя СРСР вдостоївся, зокрема, Федоров Валентин Віталійович — навідник гармати винищувально-протитанкової батареї 44-ї мотострілецької Полоцької бригади 1-го танкового корпусу — 19 серпня в бою біля населеного пункту Кужяй Шяуляйського повіту підбив 8 ворожих танків.